# Marco Groppo
Pour les articles homonymes, voir Groppo.
Marco Groppo est un coureur cycliste italien, né le 4 septembre 1960 à Gorla Minore en Lombardie. Son plus grand fait d'armes est d'avoir gagné le classement du meilleur jeune du Tour d'Italie en 1982,.
Son fils Riccardo est également coureur cycliste chez les amateurs. 

## Palmarès et résultats

### Palmarès année par année
- 1979
  - Giornata Nazionale della Bicicletta del Ghisallo
- 1980
  - 2e de Rho-Macugnaga
- 1982
  -  Classement du meilleur jeune du Tour d'Italie
  - 3e du Mémorial Nencini
  - 9e du Tour d'Italie

### Résultats dans les grands tours

#### Tour d'Italie
3 participations
- 1982 : 9e,  vainqueur du classement du meilleur jeune
- 1983 : abandon (15e étape)
- 1984 : abandon (8e étape)

#### Tour de France
1 participation 
- 1983 : abandon (12e étape)